# Skirdzimy I
Skirdzimy I − dawniej wieś, obecnie część wsi Skirdzimy na Białorusi, w obwodzie grodzieńskim, w rejonie oszmiańskim, w rejonie smorgońskim, w sielsowiecie Krewo.

## Historia
W czasach zaborów wieś w gminie Kucewicze, w powiecie oszmiańskim, w guberni wileńskiej Imperium Rosyjskiego. W 1866 roku wieś liczyła 61 mieszkańców w 6 domach, należała do w części do Czapskich, w części do Raczkiewiczów. W 1905 roku Skirdzimy I liczyły 36 mieszkańców, 90 dziesięcin.
W latach 1921–1945 wieś leżała w Polsce, w województwie wileńskim, w powiecie oszmiańskim, w gminie Kucewicze.
W 1931 wieś w 13 domach zamieszkiwało 57 osób.
Wierni należeli do parafii rzymskokatolickiej w Borunach. Miejscowość podlegała pod Sąd Grodzki w Oszmianie i Okręgowy w Wilnie; właściwy urząd pocztowy mieścił się w Oszmianie.
Po II wojnie światowej w granicach Związku Sowieckiego. Od 1991 w niepodległej Białorusi.